# Mikołaj Skoroszewski
Mikołaj Skoroszewski herbu Abdank – kasztelan przemęcki w latach 1722-1729, kasztelan krzywiński w latach 1717-1722, chorąży wschowski w latach 1713-1717, stolnik wschowski w latach 1710-1713.
Jako poseł województwa poznańskiego był uczestnikiem Walnej Rady Warszawskiej 1710 roku.